# IRALCO
Ne doit pas être confondu avec Iranian Aluminium Company.

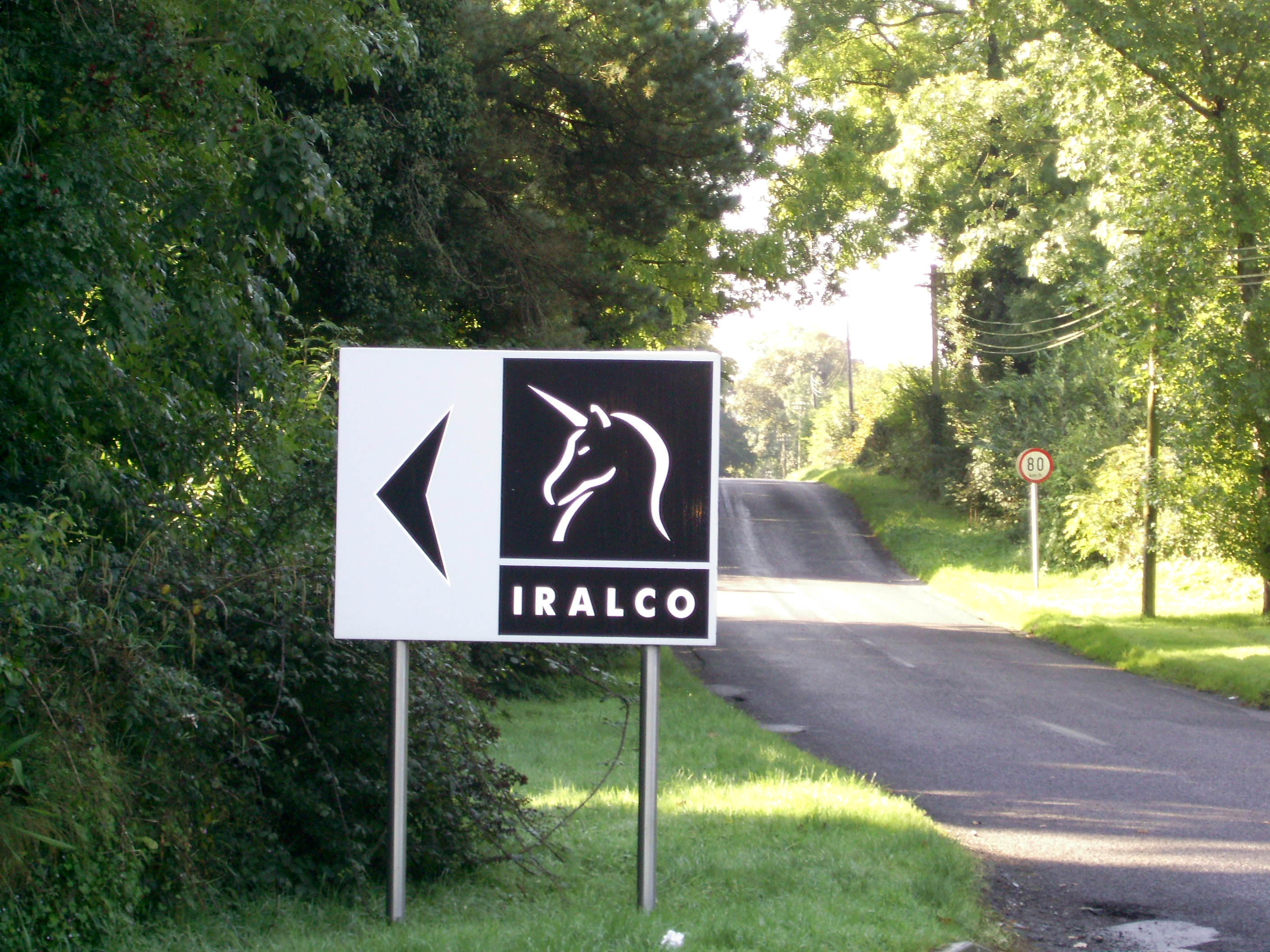
Irish Aluminium Company, l'entrée de la route de Mullingar.

IRALCO, ou Irish Aluminium Company, est l'ancien nom d'une société industrielle située près de la ville de Collinstown, dans le comté de Westmeath en Irlande. La société, initialement créée en 1964 par Franz Pohl, un homme d'affaires allemand, est parmi les plus anciens industriels établis en Irlande. Elle produit des composants pour constructeurs automobiles (Audi, BMW, Ford, Seat, Volvo, Volkswagen et Jaguar).
En août 2008, la société a été rachetée  par C&F Automotive Limited,, et en 2018 vendue à Decotek Automotive Limited,. Au moment de la vente en 2018, elle employait à peu près 390 personnes.